# Singles’ Day

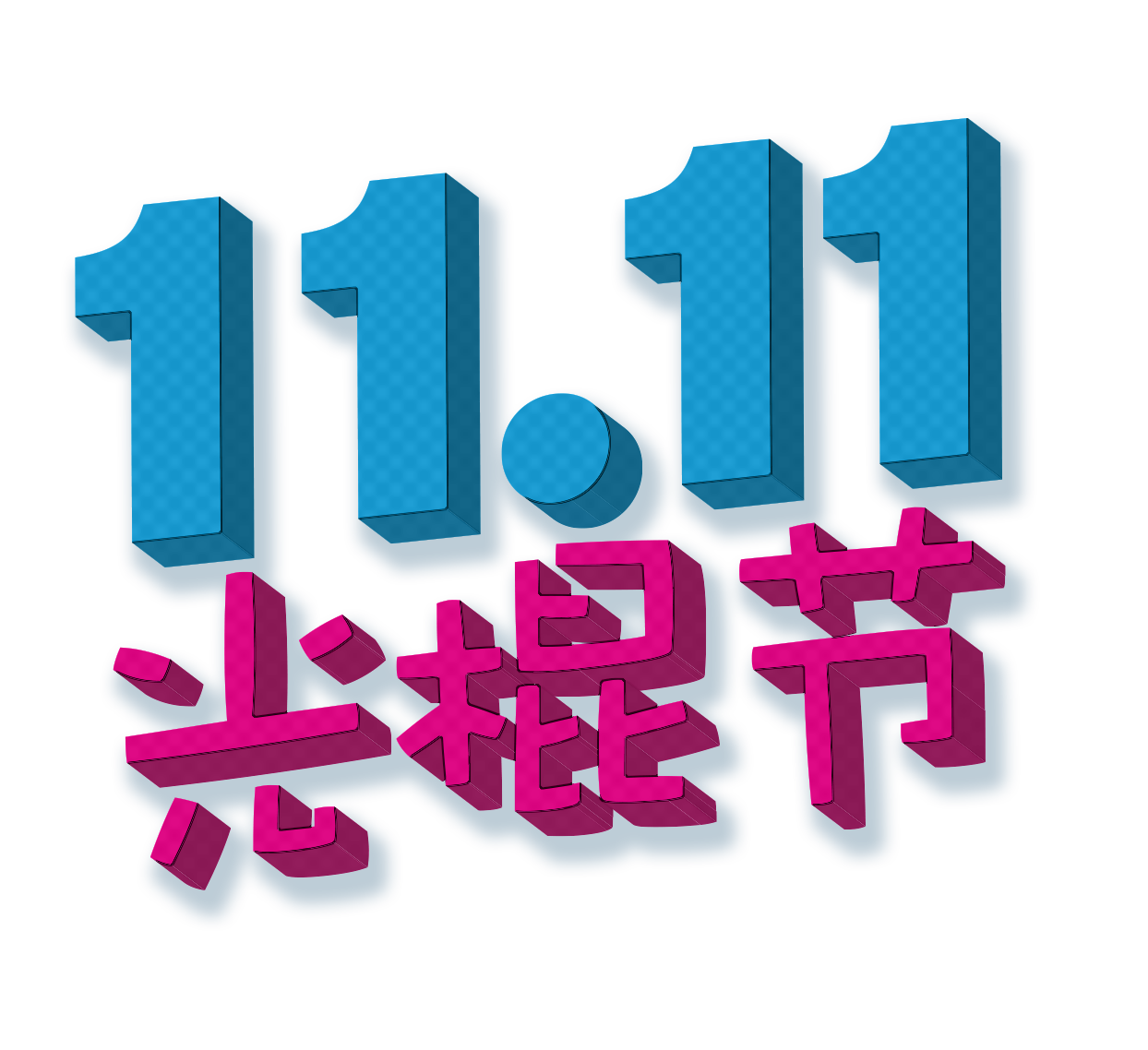
Symbol für den Singles’ Day

Singles’ Day oder Guanggun Jie (chinesisch 光棍节, Pinyin Guānggùn Jié, W.-G. Kuang-kun chieh, englisch bare sticks holiday) ist ein Tag für Alleinstehende, der am 11. November gefeiert wird. Die Zahl 1 im Datum 11.11. soll einen Single symbolisieren. Dieser Tag wurde in den letzten Jahren bei jungen Chinesen immer beliebter. Junge Singles organisieren Partys und Karaoke-Veranstaltungen, um sich zu verlieben. Der Singles’ Day ist inzwischen auch der umsatzstärkste Onlineshopping-Tag der Welt.

## Ursprünge
Der Singles’ Day oder Junggesellen-Tag wurde zu Beginn an verschiedenen Universitäten in Nanjing während der 1990er-Jahre gefeiert. Die Tradition entstand ursprünglich an der Universität Nanjing im Jahr 1993. Der 11. November bekam den Namen „Singles’ Day“, weil das Datum aus vier Einsen besteht. Die Studenten, die mittlerweile die Universität verlassen haben, führten die Tradition fort. Das Event wurde durch das Internet immer populärer und ist bei modebewussten Jugendlichen besonders beliebt.
Ursprünglich wurde der Tag nur von jungen Männern gefeiert („Junggesellen-Tag“), mittlerweile ist er aber bei allen Geschlechtern gleichermaßen beliebt. Blind-date-Partys sind ebenfalls populär, um einen Partner zu finden. Einige Universitäten bieten spezielle Programme, bei denen Singles gemeinsam feiern können.

## Feiern
Mit insgesamt sechs Einsen im Datum (11.11.11) fand 2011 der „Singles’ Day des Jahrhunderts“ (Shiji Guanggun Jie) statt. Aus diesem Anlass wurde der Tag besonders gefeiert. In ganz China nutzten Geschäfte diesen Tag, um Anzeigen für ihre Produkte zu schalten. Obwohl an diesem Tag eigentlich das Single-Dasein gefeiert wird, wird doch von vielen Chinesen der Wunsch nach einem Partner geäußert. Auch werden viele Artikel rund um das Thema Liebe in den chinesischen Medien veröffentlicht.
Zudem wurde am 11. November 2011 in Hongkong und Peking eine überdurchschnittlich hohe Zahl an Ehen geschlossen.

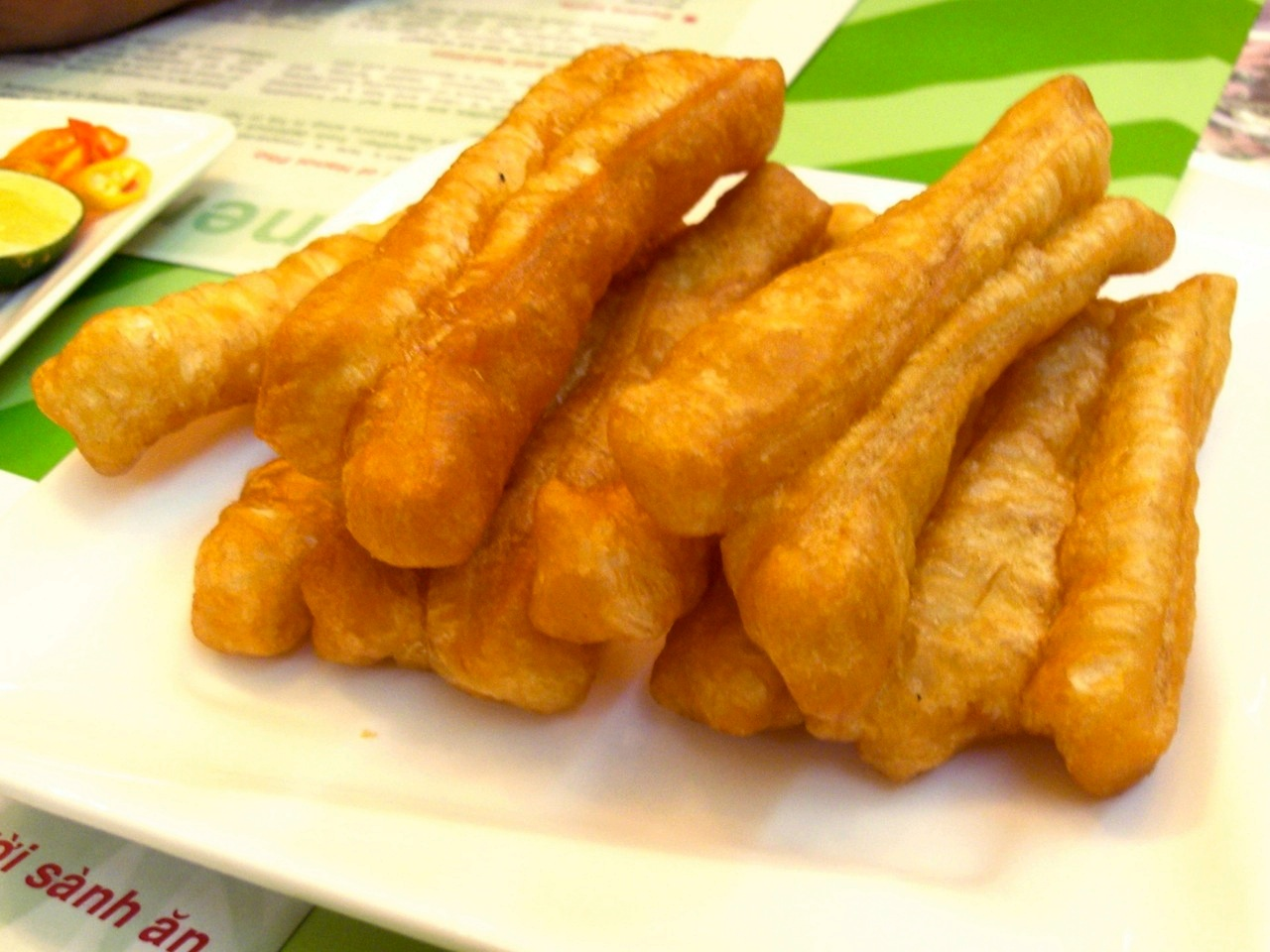
Frittierte Teigstäbchen

Zusätzlich zur Bedeutung Single können die vier Einsen auch im Sinne von der/die Einzige verwendet werden. Einige Menschen verwenden diese Bedeutung, um ihrem Partner zu sagen: „Du bist der/die Einzige für mich.“
Zum Frühstück essen die Singles oft vier Youtiao (frittierte Teigstäbchen), die die vier Einsen im Datum „11.11.“ symbolisieren und eine Baozi (gedämpfte, gefüllte Teigtasche), die den Punkt zwischen Tag und Monat im Datum darstellt.

## Online-Einkaufstag
Je mehr Menschen diesen Tag feierten, desto mehr Unternehmen nutzten die Gelegenheit, um junge Menschen durch Werbung anzusprechen – zum Beispiel Restaurants, Karaoke-Bars und Online-Shops. Der Singles’ Day wurde dadurch zum größten Onlineshopping-Tag der Welt. Die chinesische Shopping-Mall Alibaba.com verkaufte am 11. November 2014 Waren im Wert von 9,3 Milliarden US-Dollar. 2015 machte die Alibaba Group am Singles’ Day einen Umsatz von 14,3 Milliarden US-Dollar, davon wurden 69 % über mobile Geräte generiert.
Am Singles’ Day 2018 machte die Alibaba Group einen Umsatz von 30,8 Mrd. Dollar, und so konnte sie das Vorjahresergebnis um 5,5 Milliarden Dollar überbieten. Der Umsatz war damit doppelt so hoch wie der Umsatz am Thanksgiving-Wochenende 2018 (Thanksgiving, Black Friday und Cyber Monday) zusammengenommen. 2019 wurden am Singles’ Day innerhalb 24 Stunden bereits Waren im Wert von über 38 Milliarden Dollar umgesetzt.

## Singles’ Day in Deutschland
Seit Mitte der 2010er Jahre wird auch in Deutschland versucht, den Singles’ Day als Marketingmaßnahme zu etablieren. Dies zeigt sich vor allem an der Zahl teilnehmender Onlineshops, die 2020 auf über 200 gestiegen ist.

## Singles’ Day in der Schweiz
In der Schweiz nahmen im Jahr 2018 über 50 Händler am Singles’ Day teil. Diese haben im Schnitt rund 2,5-mal so viel Umsatz erzielt wie an einem durchschnittlichen Sonntag. Der Singles’ Day ist in der Schweiz jedoch noch allgemein weniger bekannt.

## Warenzeichen
Der Ausdruck 双十一 („Doppel-11“) wurde am 28. Dezember 2012 in China von der Alibaba Group als Warenzeichen registriert. Im Oktober 2014 drohte Alibaba rechtliche Schritte an gegen Presseunternehmen, die von Mitbewerbern Annoncen annehmen, die diesen Begriff benutzen.